# Cycas macrocarpa
Cycas macrocarpa är en kärlväxtart som beskrevs av William Griffiths. Cycas macrocarpa ingår i släktet Cycas, och familjen Cycadaceae. IUCN kategoriserar arten globalt som sårbar. Inga underarter finns listade i Catalogue of Life.